# Skötkläppen
Skötkläppen är ett skär i Åland (Finland). Det ligger i Skärgårdshavet och i kommunen Sottunga i landskapet Åland, i den sydvästra delen av landet. Ön ligger omkring 46 kilometer öster om Mariehamn och omkring 230 kilometer väster om Helsingfors.
Öns area är 1,9 hektar och dess största längd är 280 meter i öst-västlig riktning. Trakten är glest befolkad. Närmaste större samhälle är Föglö, 18,3 km väster om Skötkläppen.